# Пашин, Виталий Львович
Пашин Виталий Львович (род. 30 августа 1981, Сосновка) — российский политик. Депутат Государственной Думы Федерального собрания Российской Федерации VII созыва, член комитета ГД по аграрной политике (2016—2021). С 2021 года депутат Законодательного Собрания Челябинской области, член комитета по строительной политике и жилищно-коммунальному хозяйству, в 2024 году стал кандидатом на выборах губернатора 

## Биография
Родился 30 августа 1981 года, в посёлке Сосновка, Челябинская область, в простой семье: мама трудилась парикмахером, отец — трактористом.
В 1998 году окончил школу № 149.
Трудовую деятельность начал с 14-ти лет. Работал грузчиком, разнорабочим.
В 2000 году окончил Челябинское профессиональное училище № 71 по специальности «электромонтёр линейных сооружений телефонной связи и радиофикации».
Активно занимался дзюдо, участвовал в соревнованиях.
В 2006 году окончил Челябинский педагогический университет. По профессии учитель физкультуры.
В 2011 году окончил Московскую Академию права и управления по специальности «Государственное муниципальное управление».
Параллельно с учёбой работал, прошёл путь от простого сотрудника до директора завода, возглавлял предприятие с численностью более 300 человек.
В 2014 года закончил обучение в ФГБОУ ВПО «Российский экономический университет им. Г. В. Плеханова» по программе MBA — Стратегический менеджмент и предпринимательство.
В 2017 году соответствии с приказом Министра обороны Российской Федерации присвоено воинское звание «лейтенант».
С апреля 2018 года входит в попечительский совет Федерации кикбоксинга России.
Женат, воспитывает троих сыновей.

## Политическая деятельность
В 2013—2017 годах координатор Челябинского регионального отделения ЛДПР.
В 2014—2016 годах депутат Совета депутатов Ленинского района Челябинска, депутат Челябинской городской Думы, став первым за всю работы Думы представителем ЛДПР.
В 2014 году Баллотировался в губернаторы Челябинской области.
18 сентября 2016 года получил мандат депутат Государственной Думы Федерального Собрания Российской Федерации седьмого созыва по списку ЛДПР. Член комитета Государственной Думы по безопасности и противодействию коррупции, член комитета Государственной Думы по аграрным вопросам.
В 2021 году на выборах в Государственную думу не смог избраться по одномандатному округу. Мандат по партийному списку ЛДПР передан Станиславу Наумову.
С 15 октября 2021 года депутат Законодательного Собрания Челябинской области, член комитета по строительной политике и жилищно-коммунальному хозяйству.
В 2024 году выдвинут кандидатом на губернаторских выборах в Челябинской области от ЛДПР.

## Законотворческая деятельность
Отметился рядом важных социально ориентированных законодательных инициатив:
- защита прав ипотечников;
- увеличение срока обращения в суд работником для защиты своих прав;
- отмена взносов за капремонт всем пенсионерам;
- предоставление кредитных каникул для призывников;
- сохранение за призывниками работы и иных;
- дополнительные меры поддержки семей с детьми;
- обязательная индексация заработной платы для работников частных компаний.